# Dawny zajazd w Prudniku
Dawny zajazd w Prudniku – zabytkowy budynek w Prudniku znajdujący się przy ulicy Piastowskiej 65. Należy do najstarszych i najcenniejszych zachowanych zabytków architektury świeckiej w mieście.

## Historia
Budynek został wzniesiony w połowie XVII wieku w stylu barokowym przy ówczesnej Friedrichstrasse (późniejsza ul. Piastowska). W przedwojennej literaturze określany był jako „Dom Miejski hrabiów Sedlnitzkich”.

## Architektura

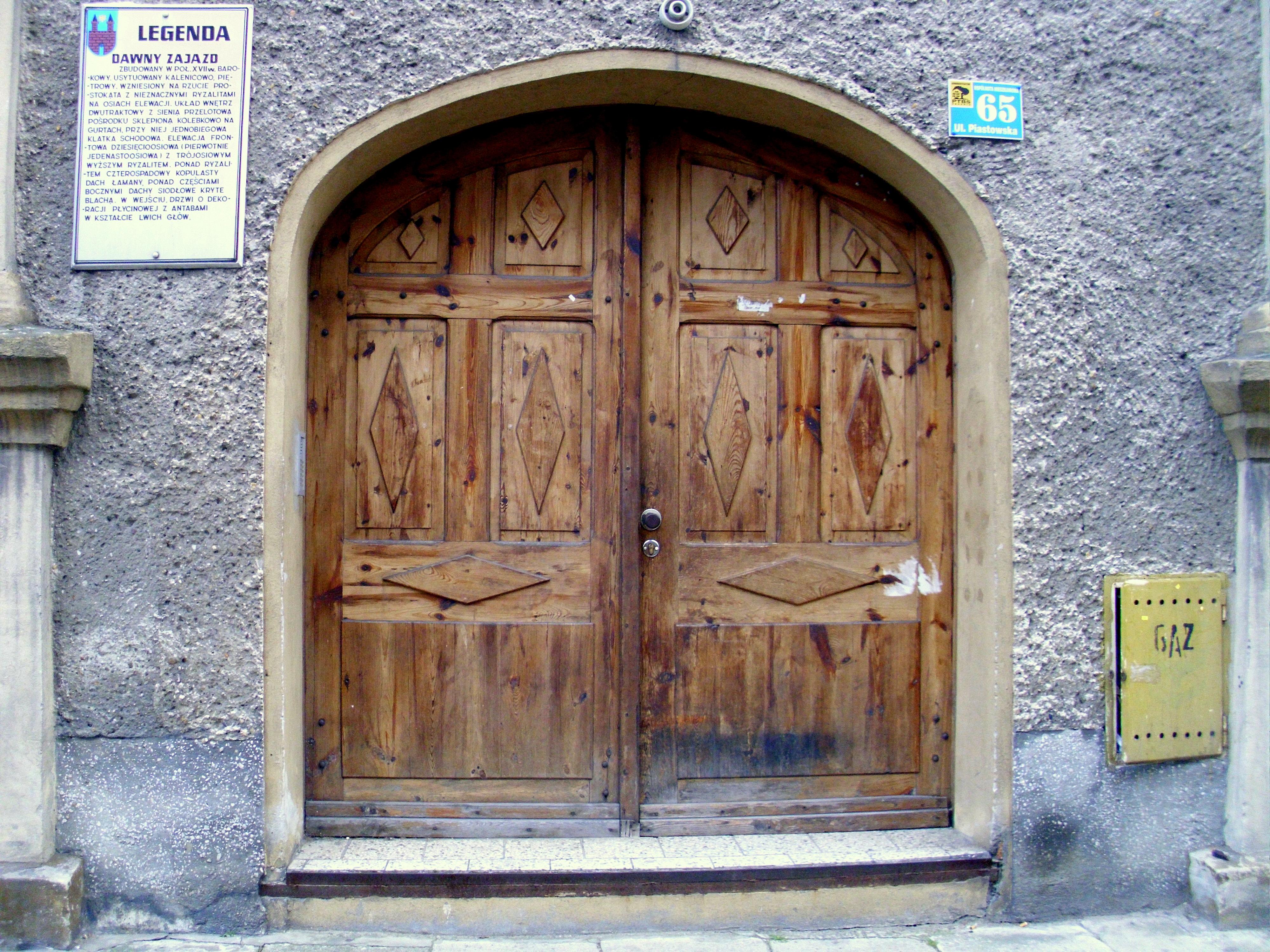
Wejście do budynku

Jest to budynek dwupiętrowy, usytuowany kalenicowo, wzniesiony na planie prostokąta. Na osiach elewacji posiada nieznaczne ryzality. Układ wnętrz jest dwutraktowy z sienią przelotową, która została pośrodku sklepiona kolebkowo na łeku sklepiennym. Elewacja frontowa jest dziesięcioosiowa (pierwotnie jedenastoosiowa) z trójosiowym wyższym ryzalitem. Nad ryzalitem znajduje się łamany dach czterospadowy w kształcie kopuły. Na drzwiach wejściowych znajdują się dekoracje płycinowe z antabami w kształcie lwich głów. Niegdyś na elewacji budynku znajdował się zegar słoneczny.